# The Tiger Lillies
The Tiger Lillies sind ein 1989 gegründetes britisches Trio um den Singer-Songwriter Martyn Jacques. Dieser prägt mit Clownsmaske und Falsettgesang, den er selbst mit Akkordeon, Klavier, Ukulele oder Banjo begleitet, den schräg-makabren, tragisch-komödiantischen Stil der Band. The Tiger Lillies verbinden dabei Britischen Humor, Punk-Attitüde und Kunstmusik in der Tradition von Brecht/Weill mit Zirkusklängen, Vaudeville und dem Kabarett der Weimarer Republik.

## Bandgeschichte
Die Band fand sich auf eine Anzeige von Martyn Jacques. Der Schlagzeuger Adrian Huge und der Bassist Phil Butcher waren die einzigen, die sich auf die Anzeige meldeten und formten das Konzept und den Stil der Gruppe bis 1995, als Adrian Stout Phil Butcher ersetzte. Im Frühjahr 2012 kam Mike Pickering als Ersatz für Adrian Huge und spielte mit der Band bis 2015. Anfang 2015 wurde Pickering wiederum durch Jonas Golland ersetzt. Seit Ende 2021 ist Budi Butenop der aktuelle Schlagzeuger.
Häufig wird kolportiert, der Bandname entlehne sich bei einer ermordeten Prostituierten aus Soho mit einer Vorliebe für Tiger-Outfits. Doch Martyn Jacques widerspricht dem und erzählt, er sei einfach durch ein Bild an seiner Wand dazu inspiriert worden.
Kurz vor seinem Tod im Jahre 2000 überließ Edward Gorey Martyn Jacques unveröffentlichte Schriften und Textfragmente mit einem persönlichen Brief, in dem er sich als großer Wertschätzer der Werke der Tiger Lillies bekannte und darin Martyn Jacques bat, seine Werke zu vertonen. Die Band zeigte sich geehrt und produzierte zusammen mit dem Kronos Quartet das Album The Gorey End, das 2003 für einen Grammy-Award nominiert wurde.
2006 standen die Tiger Lillies in Wien in einer Koproduktion von wienmozart2006 und den Vereinigten Bühnen Wien in Die Weberischen, einem Auftragswerk zum Mozartjahr von Felix Mitterer in der Regie von Stephanie Mohr auf der Bühne des Museumsquartiers.
2011 traten die Tiger Lillies im Rahmen der Proteste auf dem Syntagma-Platz in Athen auf.
2011 setzte die Band ihre Zusammenarbeit mit den Vereinigten Bühnen Wien und Stephanie Mohr fort und es entstand eine Musiktheaterversion von Georg Büchners Woyzeck. Die Band spielte vom 24. September bis 15. Oktober 2011 an der Seite von Raphael von Bargen, Ben Becker, Joachim Bißmeier, Johannes Huth und Ruth Brauer-Kvam. Sie illustrierten mit ihren 13 Songs die Qual und seelische Verwirrung Woyzecks. Der Soundtrack wurde ebenfalls 2011 veröffentlicht.
Ihr am 28. Juni 2014 – dem Jahrestag des Attentats von Sarajevo – veröffentlichtes Album A Dream Turns Sour widmet sich dem Ausbruch des Ersten Weltkriegs 100 Jahre zuvor. Es ist das erste Album der Tiger Lillies, zu dem nicht Martyn Jacques die Texte schrieb. Es enthält ausschließlich Texte britischer, kanadischer und australischer Poeten, die auf den Schlachtfeldern des Krieges den Tod fanden.
2015 wurde im Rahmen der Berlinale die von Martin Jacques komponierte Filmmusik zu Ewald André Duponts Stummfilm Varieté aus dem Jahr 1925 uraufgeführt.
Gleichfalls 2015 stand die Band in Die Geschichte vom Franz Bieberkopf, nach dem Roman Berlin Alexanderplatz von Alfred Döblin unter der abermaligen Regie von Stephanie Mohr auf der Bühne des Schauspielhaus Frankfurt.
Wegen der COVID-19-Pandemie 2020 befanden sich Martyn Jacques in Berlin und Adrian Stout in Athen jeweils in häuslicher Quarantäne. Alle Auftritte mussten abgesagt werden. In dieser Zeit nahmen sie das Album COVID-19 auf, das zu Ostern exklusiv auf Bandcamp mit einem Cover des libanesischen Künstlers Eugene Cavill veröffentlicht wurde. Diesem Album folgten 2020 noch drei andere. Im Mai 2021 erschien als erste Veröffentlichung eines Dreifachalbums Requiem For A Virus. Es widmet sich der Carmina Burana. “So, it seemed like the perfect time to release this epic new song cycle. In the despair and tragedy of both Carmina Burana and the current world situation the band find immense beauty surviving among the detritus of despair.” („Es schien der perfekte Zeitpunkt, diesen epischen neuen Liederzyklus zu veröffentlichen. Sowohl in der Verzweiflung und Tragödie der Carmina Burana als auch der gegenwärtigen Weltlage entdeckt die Band die unermessliche Schönheit, die inmitten der Trümmer der Verzweiflung überlebt.“) Auch hier schuf wieder Eugene Cavill das Cover.
Die Show The Last Days Of Mankind nach Karl Kraus hatte im Januar 2023 Deutschlandpremiere und wurde an drei Abenden im Tipi am Kanzleramt in Berlin aufgeführt.
Zum Album Lessons in Nihilism von 2024 sagte Martyn Jacques: "One of the big words used to describe us has always been nihilists. I checked Google to see if anyone has given lessons in nihilism. It appears nobody has. It is considered a philosophy though actual definitions seem to vary as to what it actually is. Some people seem to think it’s bad, for others it’s fine. Anyway it seemed like as good a title as any to write a new collection of songs on. And when it’s your 50th album you do need to find some kind of excuse to write another one." („Eines der großen Worte, mit denen man uns beschreibt, war schon immer Nihilisten. Ich habe bei Google nachgesehen, ob jemand Unterricht in Nihilismus gegeben hat. Es scheint, dass das niemand getan hat. Er wird als Philosophie betrachtet, obwohl die Definitionen darüber, was er eigentlich ist, zu variieren scheinen. Einige Leute scheinen es für schlecht zu halten, für andere ist es in Ordnung. Jedenfalls schien mir der Titel so gut wie jeder andere, um eine neue Sammlung von Liedern zu schreiben. Und wenn es dein 50. Album  ist, musst du eine Ausrede finden, um ein neues zu schreiben.“)

## Konzept

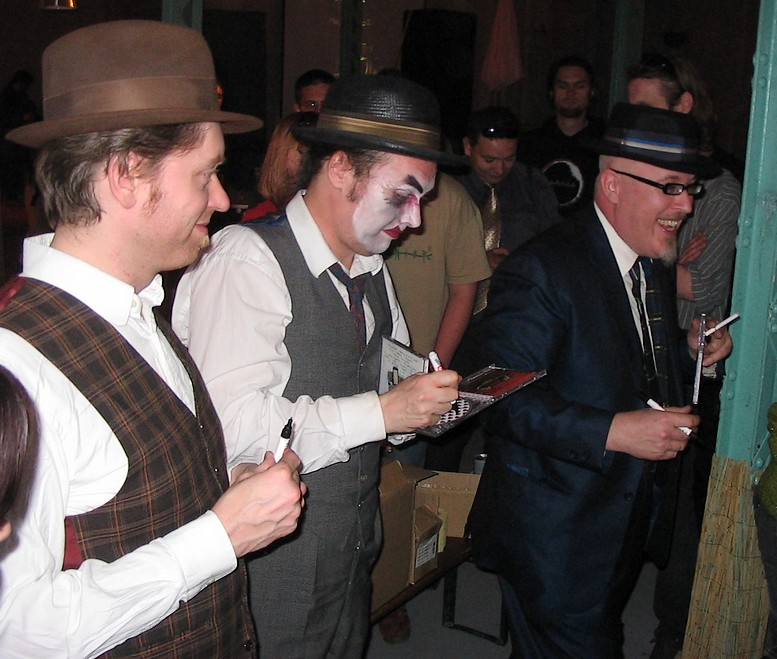
Bandmitglieder geben Autogramme

The Tiger Lillies veröffentlichen überwiegend Konzeptalben. Häufig beziehen sie sich dabei auf literarische Vorlagen wie beispielsweise den Struwwelpeter (Shockheaded Peter; 1998), Das kleine Mädchen mit den Schwefelhölzern von Hans Christian Andersen (The Matchgirl; 2006) oder Theaterstücke wie Hamlet (Hamlet; 2012). Andere Alben behandeln Themen wie das Zirkusleben (Circus Songs; 2000), die Sieben Todsünden (Seven deadly Sins; 2008), oder Freakshows (Freakshow; 2009). Immer wieder thematisieren sie Prostitution, Perversionen, Blasphemie, Mord, Schmutz und Ähnliches. Auf distanziert ironische Art spielen die Texte häufig bewusst mit Provokationen.
The Independent beschrieb die Tiger Lillies als „provokantes Avantgarde-Trio, das Kabarett, Vaudeville, Music-Hall und Straßentheater verbindet.“
Der Kritiker Tim Arthur vom Time Out beschreibt sie folgendermaßen: „Stellen Sie sich Kurt Weill vor, der uns das Vorkriegsberlin ins Gedächtnis bringt, während ein Falsettsänger sich durch jedes Stück kreischt, quiekt und quäkt wie ein umherstreifender Irrer, dann haben Sie einen Begriff davon.“

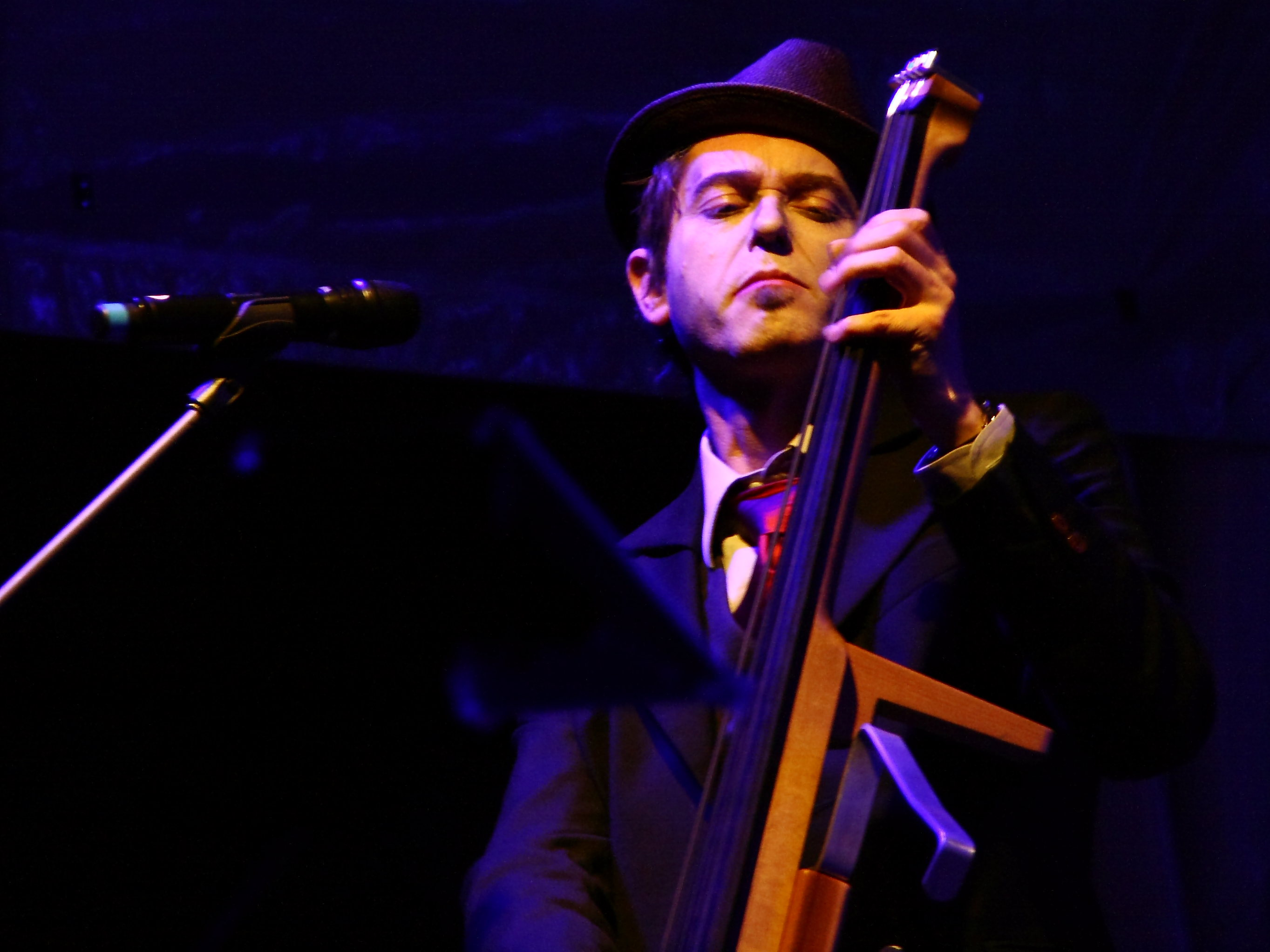
Adrian Stout
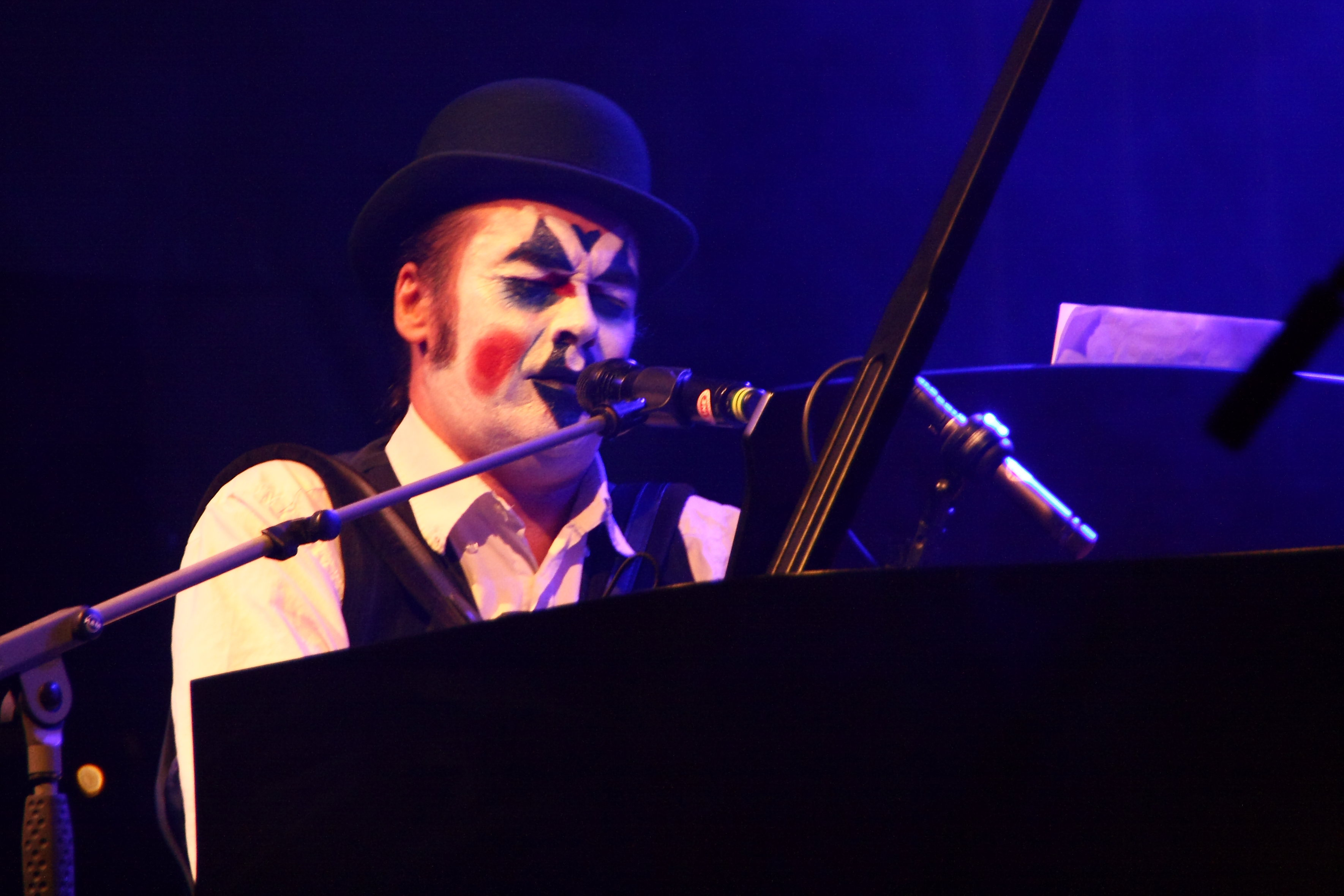
Martyn Jacques
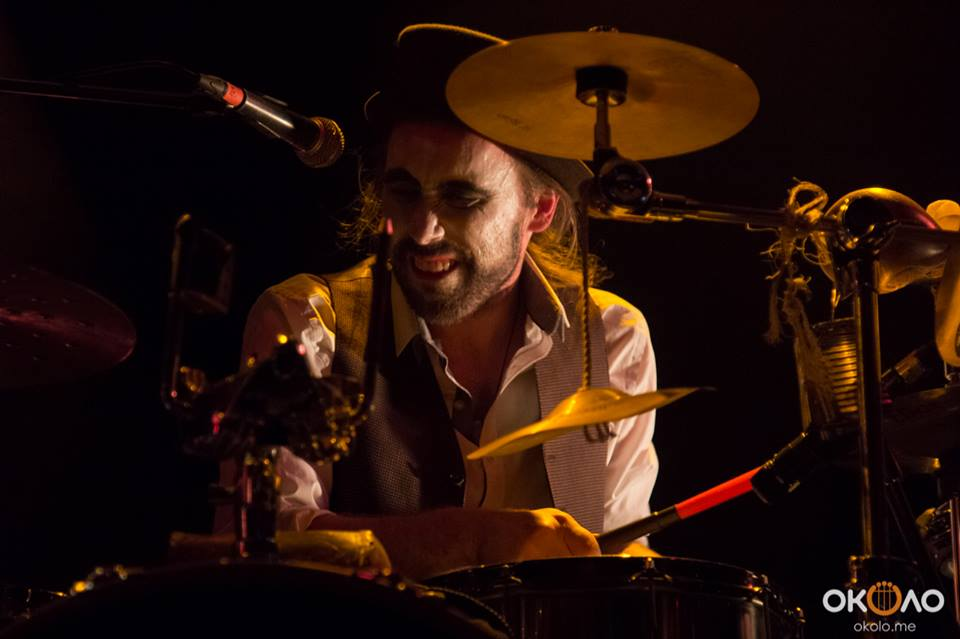
Jonas Golland
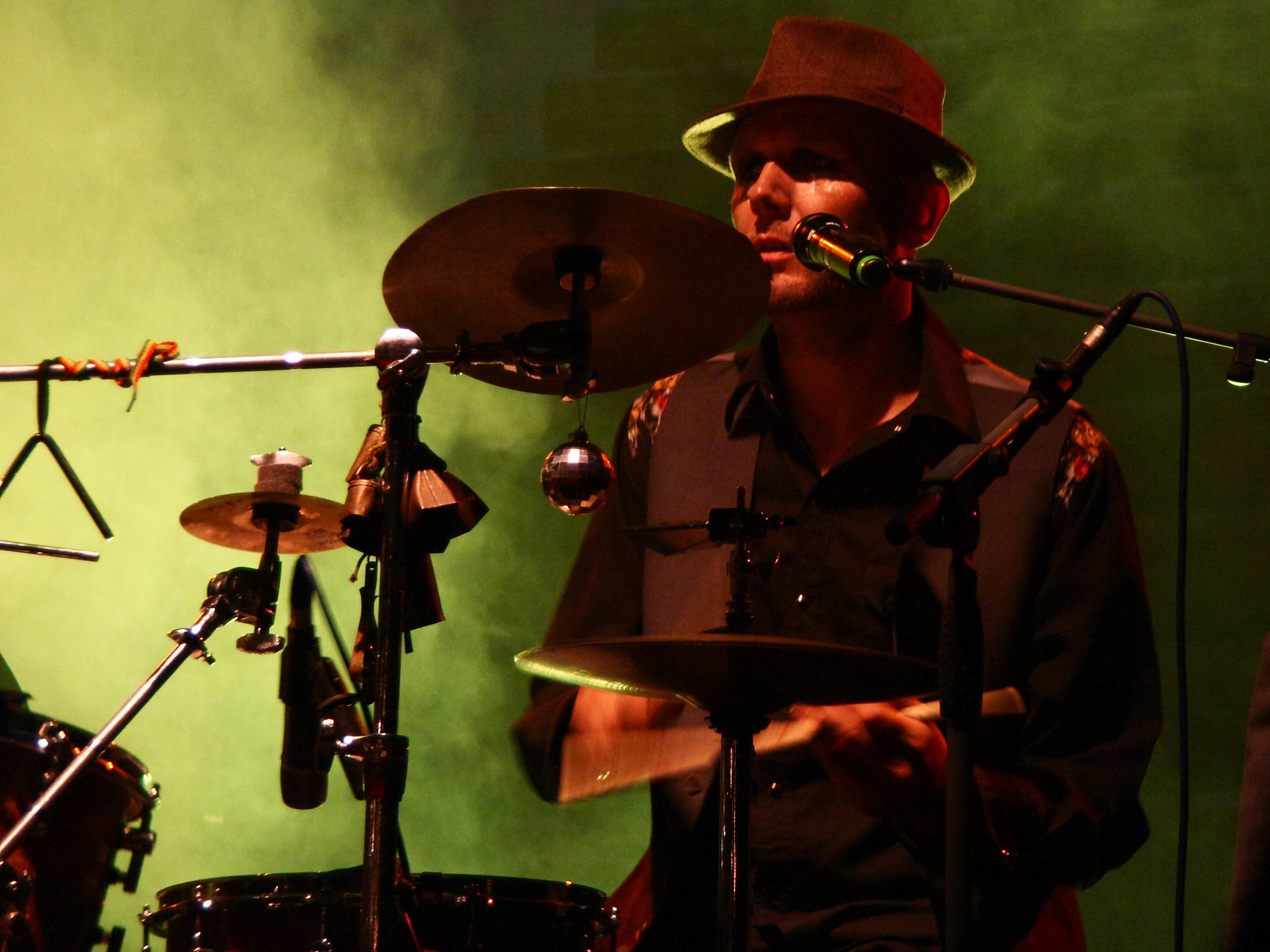
Mike Pickering

## Diskografie

### Alben
- 1994: Births, Marriages and Deaths
- 1995: Spit Bucket
- 1995: Ad Nauseam
- 1996: Goodbye Great Nation mit Contrastate
- 1996: The Brothel to the Cemetery
- 1997: Farmyard Filth (Zoophilie)
- 1998: Low Life Lullabies
- 1998: Shockheaded Peter (Struwwelpeter)
- 1999: Bad Blood and Blasphemy
- 2000: Circus Songs
- 2000: Bouquet of Vegetables: The Early Years
- 2001: Two Penny Opera (Die Dreigroschenoper)
- 2002: The Sea
- 2003: The Gorey End mit dem Kronos Quartet (Edward Gorey)
- 2003: Live in Russia 2000–2001
- 2004: Punch and Judy (Kaspertheater)
- 2004: Death and the Bible
- 2005: Huinya mit Leningrad
- 2006: The Little Matchgirl (Das kleine Mädchen mit den Schwefelhölzern)
- 2006: Die Weberischen
- 2007: Urine Palace
- 2007: Love and War
- 2008: Seven Deadly Sins (Die sieben Todsünden)
- 2008: Live in Soho (Doppel-CD)
- 2009: Sinderella (Doppel-CD) (Aschenputtel)
- 2009: Freakshow (Doppel-CD)
- 2009: Live at the New Players Theatre: London 2009
- 2010: Cockatoo Prison (Sträflingskolonie Cuckatoo Island)
- 2010: Here I’m Human
- 2011: The Ballad of Sexual Dependency (Die Ballade von der sexuellen Abhängigkeit)
- 2011: Woyzeck (Woyzeck)
- 2012: Rime of the Ancient Mariner (Doppel-CD) (The Rime of the Ancient Mariner)
- 2012: Hamlet (Doppel-CD) (Hamlet)
- 2013: Either Or
- 2014: Lulu – A Murder Ballad (nach Frank Wedekind)
- 2014: A Dream Turns Sour (Gedichte von Soldaten des Ersten Weltkriegs)
- 2015: The Story of Franz Biberkopf (Berlin Alexanderplatz)
- 2016: Goosebumps
- 2016: Love for Sale (Songs von Cole Porter auf das Thema Heroin umgetextet)
- 2016: Madame Piaf (Edith Piaf)
- 2017: Cold Night in Soho (über die Kindheit und Jugend von Martin Jacques in Soho)
- 2017: Haunted Palace (Edgar Allan Poe)
- 2018: Corrido de la Sangre (zum mexikanischen Tag der Toten)
- 2018: The Last Days of Mankind - Version 2018 (Die letzten Tage der Menschheit)
- 2019: The Devil’s Fairground (Live in Prag mit dem BERG Orchestra zum Thema „Das postsozialistische Prag“)
- 2020: The Mountains of Madness (Aufnahme von 2006 mit Alexander Hacke nach H.P. Lovecraft als Reaktion auf die COVID-19-Pandemie)
- 2020: COVID-19 (Martyn Jaques und Adrian Stout ebenfalls zur COVID-19-Pandemie; veröffentlicht auf Bandcamp)
- 2020: COVID-19 - Volume II (Bandcamp)
- 2020: Lemonaki (live in Athen; Bandcamp)[16]
- 2020: Litany of Satan (Bandcamp)
- 2020: The Whore of Babylon (mit Andréane Leclerc)
- 2021: Requiem for a Virus (Carmina Burana; Bandcamp)
- 2021: Lemonaki (erste CD-Veröffentlichung nach Beginn der COVID-19-Pandemie; inspiriert durch Rembetiko der 1930er Jahre)
- 2021: A Christmas Carol (ihre Version von Charles Dickens’ Weihnachtsgeschichte)[17]
- 2022: Onepenny Opera (nach der Beggar's Opera von John Gay mit den Songs aus der Dreigroschenoper von Bertolt Brecht und Kurt Weill)[18]
- 2023: The Last Days of Mankind (nach Die letzten Tage der Menschheit von Karl Kraus)
- 2023: Ukraine (eine Stellungnahme zum Russischen Überfall auf die Ukraine seit 2022)
- 2024: Lessons in Nihilism
- 2025: Thank You and Good Night

### DVDs
- 2000: Shockheaded Peter and Other Songs - Live in Concert in New York
- 2006: Mountains of Madness mit Alexander Hacke und Zeichnungen von Danielle de Picciotto
- 2009: The Tiger Lillies – The Early Years
- 2011: The Tiger Lillies Live in Prague
- 2015: Variete

### Bücher
- 1998: The Ultimate Shockheaded Peter Book ISBN 3-932909-99-2
- 2003: Farmyard Fantasy Book
- 2007: The Tiger Lillies Book[19]